# Gran Premio di Monaco 1964
Il Gran Premio di Monaco 1964 fu la prima gara della stagione 1964 del Campionato mondiale di Formula 1, disputata il 10 maggio sul Circuito di Monte Carlo.
La corsa vide la vittoria di Graham Hill su BRM, seguito dal compagno di squadra Richie Ginther e dal britannico Peter Arundell su Lotus-Coventry Climax.

## Qualifiche
A livello di piloti Innes Ireland, non prese parte alla gara per un incidente durante le prove libere; venne perciò ripescato Jo Siffert, con la Lotus 24
Durante le qualifiche del sabato Jim Clark si aggiudicò la sua terza pole position consecutiva nel Gran Premio di Monaco, seguito da Jack Brabham e Graham Hill, con un ritardo di mezzo secondo.
Quarto tempo per la Ferrari 158 di John Surtees. Quinta piazzola per Dan Gurney con la Brabham. Solo settimo tempo per Lorenzo Bandini.
| Pos | N° | Pilota              | Costruttore         | Scuderia                    | Tempo  | Distacco |
| --- | -- | ------------------- | ------------------- | --------------------------- | ------ | -------- |
| 1   | 12 | Jim Clark           | Lotus 25-Climax     | Team Lotus                  | 1:34.0 | -        |
| 2   | 5  | Jack Brabham        | Brabham BT11-Climax | Brabham Racing Organisation | 1:34.1 | +0.1     |
| 3   | 8  | Graham Hill         | BRM P261            | Owen Racing Organisation    | 1:34.5 | +0.5     |
| 4   | 21 | John Surtees        | Ferrari 158         | Scuderia Ferrari SpA SEFAC  | 1:34.5 | +0.5     |
| 5   | 6  | Dan Gurney          | Brabham BT7-Climax  | Brabham Racing Organisation | 1:34.7 | +0.7     |
| 6   | 11 | Peter Arundell      | Lotus 25-Climax     | Team Lotus                  | 1:35.5 | +1.5     |
| 7   | 20 | Lorenzo Bandini     | Ferrari 156         | Scuderia Ferrari SpA SEFAC  | 1:35.5 | +1.5     |
| 8   | 7  | Richie Ginther      | BRM P261            | Owen Racing Organisation    | 1:35.9 | +1.9     |
| 9   | 9  | Phil Hill           | Cooper T73-Climax   | Cooper Car Company          | 1:35.9 | +1.9     |
| 10  | 10 | Bruce McLaren       | Cooper T66-Climax   | Cooper Car Company          | 1:36.6 | +2.6     |
| 11  | 19 | Jo Bonnier          | Cooper T66-Climax   | RRC Walker Racing Team      | 1:37.4 | +3.4     |
| 12  | 16 | Bob Anderson        | Brabham BT11-Climax | DW Racing Enterprises       | 1:38.0 | +4.0     |
| 13  | 4  | Maurice Trintignant | BRM P578            | Privato                     | 1:38.1 | +4.1     |
| 14  | 15 | Trevor Taylor       | BRP 1-BRM           | British Racing Partnership  | 1:38.1 | +4.1     |
| 15  | 14 | Innes Ireland       | Lotus 24-BRM        | British Racing Partnership  | 1:38.2 | +4.2     |
| 16  | 18 | Mike Hailwood       | Lotus 25-BRM        | Reg Parnell Racing          | 1:38.5 | +4.5     |
| 17  | 24 | Jo Siffert          | Lotus 24-BRM        | Siffert Racing Team         | 1:38.7 | +4.7     |
| DNQ | 17 | Chris Amon          | Lotus 25-BRM        | Reg Parnell Racing          | 1:39.1 | +5.1     |
| DNQ | 2  | Peter Revson        | Lotus 24-BRM        | Privato                     | 1:39.9 | +5.9     |
| DNQ | 3  | Bernard Collomb     | Lotus 24-Climax     | Privato                     | 1:41.4 | +7.4     |
| WD  | 1  | André Pilette       | Scirocco 02-Climax  | Equipe Scirocco Belge       |        |          |
| WD  | 22 | Giancarlo Baghetti  | BRM                 | Scuderia Centro Sud         |        |          |
| WD  | 23 | Tony Maggs          | BRM                 | Scuderia Centro Sud         |        |          |

## Gara
Al via, non ci furono sorprese, a parte il sorpasso di Gurney su Surtees. Il pilota americano della Brabham, nelle tornate successive riuscì anche a supera Hill e Jack Brabham, che a sua volta, scivolò al 4º posto. Al passaggio numero 16 arrivò il secondo ritiro della gara, dopo il problema a Trevor Taylor per un a perdita di benzina sulla sua BRM; ad alzare bandiera bianca fu Surtees, per un problema alla scatola del cambio.
Le posizioni si congelarono per 15 giri, finché non arrivò l’ennesimo ritiro d’eccellenza: Jack Brabham dovette abbandonare la gara per un guasto all’impianto d’alimentazione. Ma le sorprese non mancarono: Clark dopo 36 tornate in testa, dovette fare i conti con il motore, iniziando a perdere potenza e lasciando a Gurney e Hill, l’onere di combattere per conquistare la testa della gara.
Al 53º giro, il pilota inglese della BRM, conquistò la leadership del GP, mentre Gurney, finì per dare forfait a seguito della rottura del cambio, intanto Clark, dopo aver ceduto diverse posizioni dovette ritirarsi, quando ormai, mancavano 3 giri alla fine delle ostilità.
Sotto la bandiera a scacchi passarono le due BRM, di Graham Hill e Richie Ginther, regalando così al team inglese la seconda doppietta di fila a Monaco. Terzo gradino del podio per Peter Arundell con la Lotus 25. Punti anche per Jim Clark, che comunque si classificò quarto, davanti a Jo Bonnier su Cooper e Mike Hailwood.
| Pos | N° | Pilota              | Costruttore         | Giri | Tempo/Causa Ritiro | Pos partenza | Punti |
| --- | -- | ------------------- | ------------------- | ---- | ------------------ | ------------ | ----- |
| 1   | 8  | Graham Hill         | BRM P261            | 100  | 2:41:19.5          | 3            | 9     |
| 2   | 7  | Richie Ginther      | BRM P261            | 99   | + 1 giro           | 8            | 6     |
| 3   | 11 | Peter Arundell      | Lotus 25-Climax     | 97   | + 3 giri           | 6            | 4     |
| 4   | 12 | Jim Clark           | Lotus 25-Climax     | 96   | Motore             | 1            | 3     |
| 5   | 19 | Jo Bonnier          | Cooper T66-Climax   | 96   | + 4 giri           | 11           | 2     |
| 6   | 18 | Mike Hailwood       | Lotus 25-BRM        | 96   | + 4 giri           | 15           | 1     |
| 7   | 16 | Bob Anderson        | Brabham BT11-Climax | 86   | Cambio             | 12           |       |
| 8   | 24 | Jo Siffert          | Lotus 24-BRM        | 78   | + 22 giri          | 16           |       |
| 9   | 9  | Phil Hill           | Cooper T73-Climax   | 70   | Sospensioni        | 9            |       |
| 10  | 20 | Lorenzo Bandini     | Ferrari 156         | 68   | Cambio             | 7            |       |
| Rit | 6  | Dan Gurney          | Brabham BT7-Climax  | 62   | Cambio             | 5            |       |
| Rit | 4  | Maurice Trintignant | BRM P578            | 53   | Surriscaldamento   | 13           |       |
| Rit | 5  | Jack Brabham        | Brabham BT11-Climax | 29   | Iniezione          | 2            |       |
| Rit | 10 | Bruce McLaren       | Cooper T66-Climax   | 17   | Cuscinetto ruota   | 10           |       |
| Rit | 21 | John Surtees        | Ferrari 158         | 15   | Cambio             | 4            |       |
| Rit | 15 | Trevor Taylor       | BRP 1-BRM           | 8    | Perdita carburante | 14           |       |
| DNS | 14 | Innes Ireland       | Lotus 24-BRM        |      | Incidente in prova |              |       |

## Statistiche

### Piloti
- 7ª vittoria per Graham Hill
- 1° podio per Peter Arundell
- 1º Gran Premio per Peter Revson
- Ultimo Gran Premio per Bernard Collomb

### Costruttori
- 8° vittoria per la BRM

### Motori
- 8ª vittoria per il motore BRM
- 30ª pole position per il motore Climax
- 25° podio per il motore BRM

### Giri al comando
- Jim Clark (1-36)
- Dan Gurney (37-52)
- Graham Hill (53-100)

## Classifiche Mondiali

### Piloti
| Pos | Pilota         | Punti |
| --- | -------------- | ----- |
| 1   | Graham Hill    | 9     |
| 2   | Richie Ginther | 6     |
| 3   | Peter Arundell | 4     |
| 4   | Jim Clark      | 3     |
| 5   | Jo Bonnier     | 2     |
| 6   | Mike Hailwood  | 1     |

### Costruttori
| Pos | Team          | Punti |
| --- | ------------- | ----- |
| 1   | BRM           | 9     |
| 2   | Lotus-Climax  | 4     |
| 3   | Cooper-Climax | 2     |
| 4   | Lotus-BRM     | 1     |